# Альберт Пайк
Альберт Пайк (англ. Albert Pike; нар.29 грудня 1809 — пом.2 квітня 1891) — американський адвокат, генерал армії Конфедерації, письменник, відомий масон 33° СПШС, реформатор Стародавнього та прийнятого шотландського статуту (СПШС), великий командор Верховної ради південної юрисдикції. За заслуги як офіцеру Армії Конфедеративних Штатів Америки йому було встановлено пам'ятник у Вашингтоні (округ Колумбія).

## Життєпис
Альберт Пайк народився 29 грудня 1809 р. в м. Бостоні, штат Масачусетс, у сім'ї черевичника Бенджаміна Пайка та Сари (до шлюбу Ендрюс) Пайк. Рід Пайків мав великих предків, серед яких Джон Пайк (1613–1689) засновник Вудбриджа штату Нью-Джерсі. Наприклад, дід Бенджаміна Ніколас був автором першого в Америці підручника арифметики та другом генерала Вашингтона, а двоюрідний дядько Завулон Пайк відкрив і описав гору, що нині носить назву «пік Пайка». 
Навчався Альберт Пайк у Байфілді, Ньюберіпорті, а потім в академії Фремінгхема (м. Фремінгхем). У 14 років він був здатний вступити на навчання до Гарвардського університету і навіть успішно склав екстерном іспити за перші два роки навчання, маючи намір одразу вступити на третій курс юридичного факультету. Проте керівництво університету все одно вимагало з нього оплату перших двох років навчання, на що він не міг піти погодитися, і тому відмовився від подальших спроб вступу. У 1824—1831 роках він присвятив себе викладанню та самостійному навчанню, а у вільний час він писав вірші. В 1850 р. Гарвард удостоїв А. Пайка почесного ступеня магістра мистецтв, тим самим опосередковано визнав помилковість свого давнього рішення. Як вчитель він працював у середніх школах Глостера, Бедфорда, Фейрхейвена та Ньюберіпорта .
У 1831 р. Пайк залишив Массачусетс і почав подорож на захід із першою тривалою зупинкою в Сент-Луїсі, штату Міссурі. Потім він переїхав до м. Індепенденс у цьому ж штаті. В м. Індепенденсі він приєднався до походу до Таосу. Під час подорожі його кінь втік, змусивши його пройти пішки 500 миль, що залишилися. Після подорожі в Лляно Естакадо він пройшов шлях у 1300 миль (з яких 650 пішки) і нарешті прибув у Форт-Сміт штату Арканзас. Оселившись у 1831 р. в Арканзасі, він почав викладати у школі. Пайк написав кілька статей для «Літл-Рок Арканзас Адвокат» (під псевдонімом «англ. Casca»). Статті стали популярними і Пайк отримав пропозицію увійти до штату видання. Пізніше, після весілля з Мері-Ен Гамільтон, він, використовуючи посаг, купив у власність частини видання, а пізніше, в 1835 р. став одноосібним власником видання. Під керівництвом Пайка видання «Адвокат» просувало ідеї партії вігів у політично нестабільному та розрізненому Арканзасі.
Згодом Пайк став вивчати юриспруденцію і в 1837 р. став членом професійної асоціації юристів. Цього ж року він продав видання «Адвокат», і став першим репортером Арканзаського Верховного суду, а також анонімно опублікував книгу «англ. The Arkansas Form Book», яка стала путівником для юристів. В 1859 р. Гарвард визнав його почесним доктором філософії, але він відмовився від вручення цього звання. В 1861 р. від імені Конфедерації уклав договори з індіанцями в якості комісара для всіх індіанських племен.
Пайк помер на 82 році життя у м. Вашингтоні (округ Колумбія) і був похований на цвинтарі «Дубова гора» (всупереч його заповіту був кремований). В 1944 р. його останки були перенесені в «Дом Храму», який є одночасно і штаб-квартирою Верховної ради південної юрисдикції Стародавнього і прийнятого шотландського статуту (СПШС).

## У масонстві
Спочатку Альберт Пайк вступив у незалежний орден «Дивні друзі», в 1840 р., і лише через 10 років був ініційований в масонство в ложі «Східна зірка» № 2 в м. Літл-Рок у штаті Арканзас (1850). Він отримав 10 ступенів Йоркського статуту між 1850—1853 роками, до отримання Альбертом Макеєм перших 29 градусів Стародавнього та прийнятого шотландського статуту, у березні 1853 р. в м. Чарльстоні (Південна Кароліна).
Потім він став надзвичайно активним у Верховній раді південної юрисдикції та з ентузіазмом відгукнувся на прохання Макея щодо більш серйозного перегляду та редагування ритуалів СПШС, у 1855—1861 роках. Він був обраний великим командором Верховної ради південної юрисдикції в 1859 р., і залишався на чолі її протягом 32 років, до кінця свого життя.
Головною працею Альберта Пайка є «Мораль і догма Стародавнього та прийнятого шотландського статуту масонства». Цей твір є основою його праці з пожвавлення та реформування Стародавнього та прийнятого шотландського статуту в США та надання йому нового сенсу.

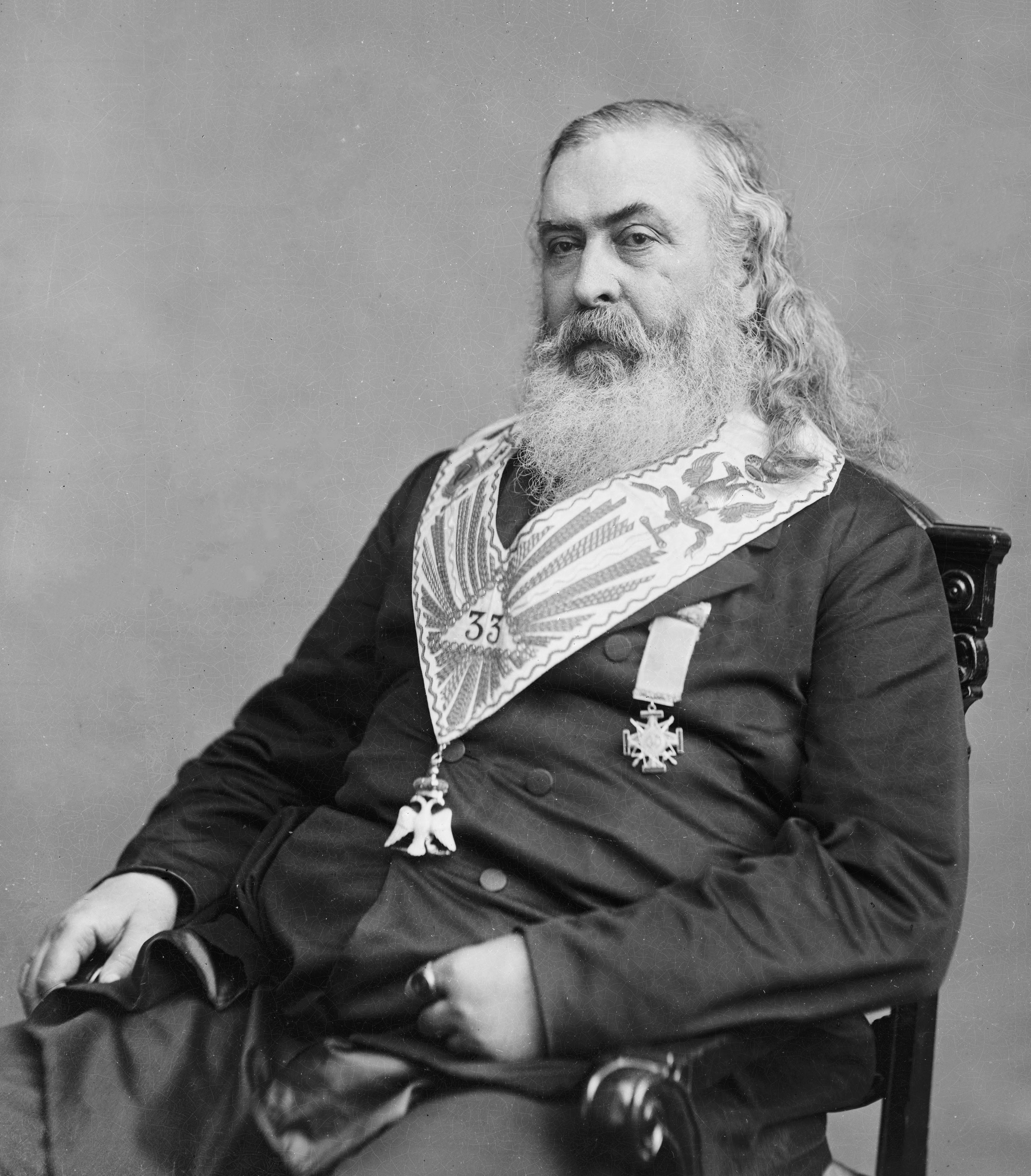
Портрет Альберт Пайка з символом великого командора.
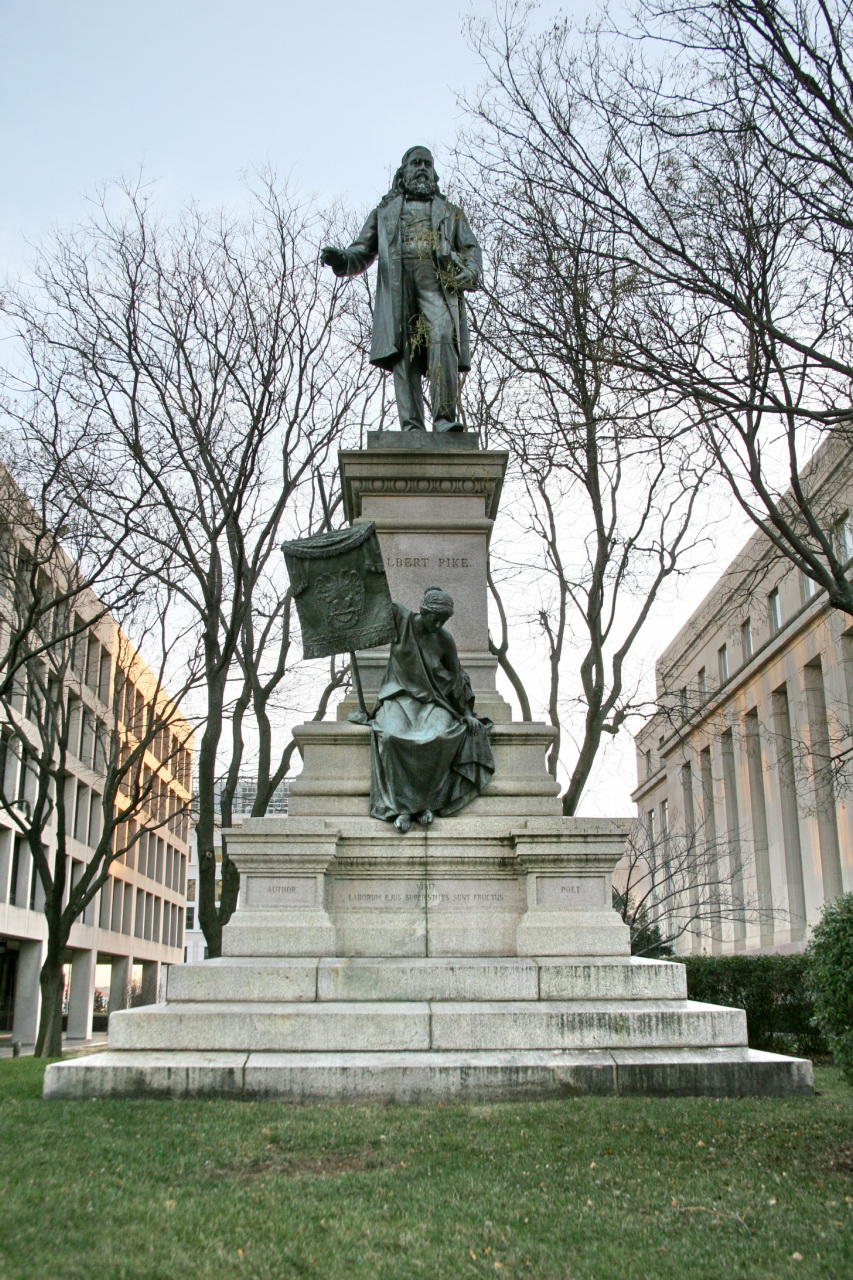
Пам'ятник Альберту Пайку у м. Вашингтоні.
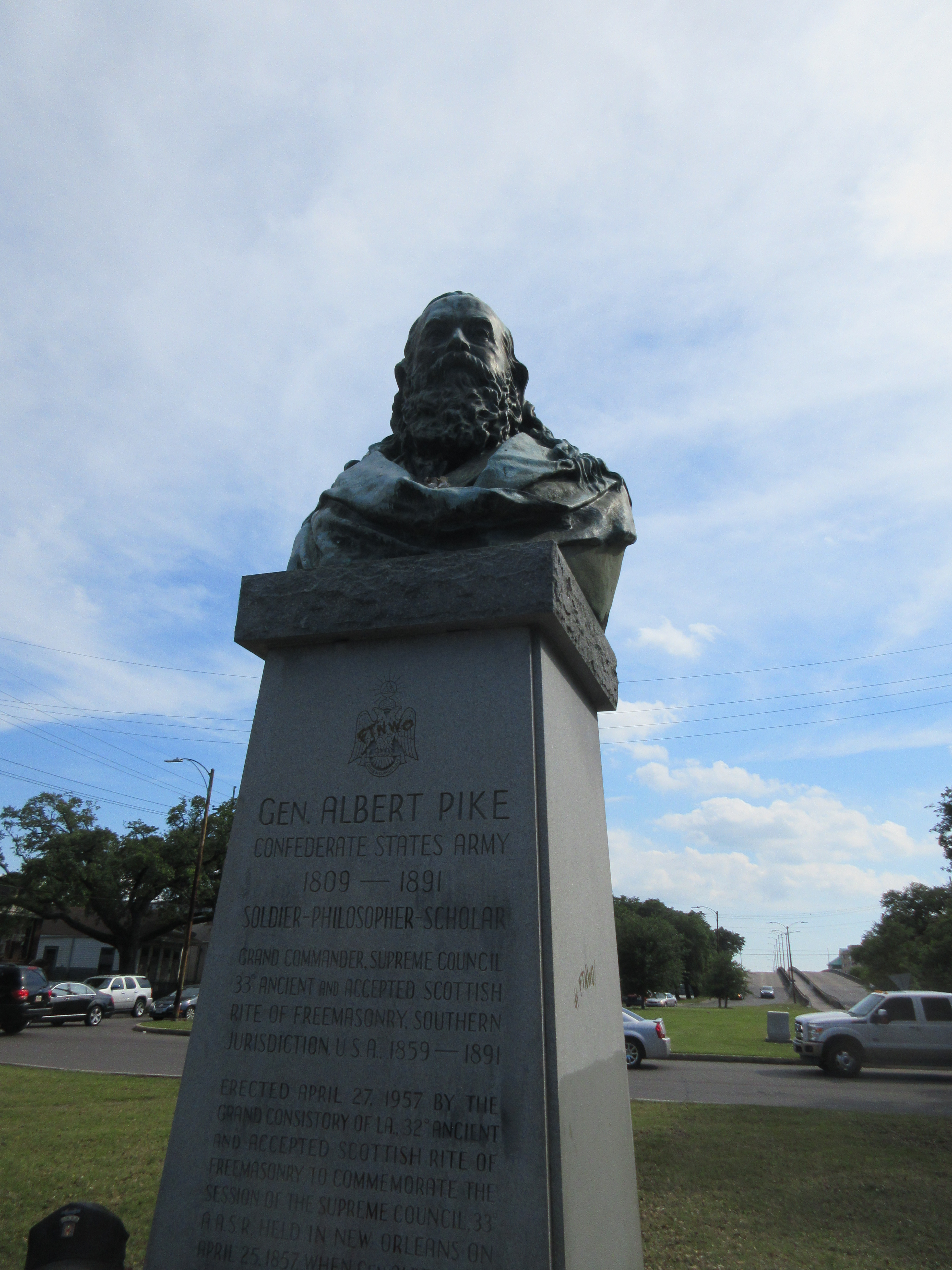
Пам'ятник Альберту Пайку в м. Новому Орлеані.
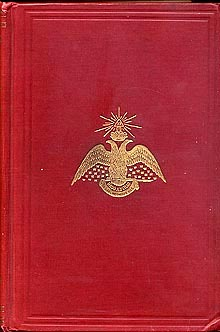
Обкладинка книги «Мораль та догма Стародавнього та прийнятого шотландського статуту масонства»

## Пам'ять
Альберт Пайк є єдиним офіцером конфедерації, кому було встановлено пам'ятник на одній із площ у м. Вашингтоні (округ Колумбія).
20 червня 2020 р. пам'ятник Альберту Пайку зазнав акту вандалізму. Статуя була скинута з п'єдесталу та підпалена.
Також у м. Новому Орлеані встановлено монумент Альберту Пайку.

## Вибрані праці
- Pike, Albert (1997). «Book of the Words». City: Kessinger Publishing. ISBN 1-56459-161-1.
- Pike, Albert (1997). «Indo-Aryan Deities and Worship як Contained в the Rig-Veda». City: Kessinger Publishing. ISBN 1-56459-183-2.
- Pike, Albert (1997). «Lectures of the Arya». City: Kessinger Publishing. ISBN 1-56459-182-4.
- Pike, Albert (1997). «Reprints of Old Rituals». City: Kessinger Publishing. ISBN 1-56459-983-3.
- Pike, Albert (2001). «The Point Within the Circle». City: Holmes Pub Grou Llc. ISBN 1-55818-305-1.
- Pike, Albert (2002). «Morals and Dogma of Ancient and Accepted Scottish Rite Freemasonry». City: Kessinger Publishing, LLC. ISBN 0-7661-2615-3.
- Pike, Albert (2004). «The Meaning of Masonry». City: Kessinger Publishing. ISBN 1-4179-1101-8.
- Pike, Albert (2004). «Morals and Dogma of First Three Degrees of Ancient and Accepted Scottish Rite Freemasonry». City: Kessinger Publishing, LLC. ISBN 1-4179-1108-5.